# Sint-Jacobuskerk (Lüdingworth)
De Sint-Jacobikerk (Duits: St. Jacobikirche) in Lüdingworth, een dorp dat sinds 1972 bij de Duitse havenstad Cuxhaven hoort, is een van de drie zogenaamde Bauerndome (boerenkathedralen) in Hadelingen. Van de drie boerenkathedralen heeft de Sint-Jacobuskerk de meest pronkvolle inrichting. Het kerkgebouw draagt het patrocinium van de heilige Jacobus, wiens standbeeld zich naast de kansel bevindt. Een venster, van waaruit men vroeger in de richting van Santiago de Compostella uitzag, werd wegens een verwarmingsaanbouw dichtgemetseld. De andere Bauerndome zijn de Sint-Nicolaaskerk te Altenbruch en de Sint-Severuskerk te Otterndorf.

## Geschiedenis
In 1298 werd de parochie voor het eerst geboekstaafd. De romaanse veldsteenkerk werd echter al rond het jaar 1200 gebouwd. Omstreeks 1529 werd het hallenkoor aangebouwd en in de jaren 1608-1609 verbouwd in de huidige vorm. Aan de oostelijke buitenmuur werden in die periode ook 36 zandstenen platen aangebracht met wapens van boeren die zich op de één of andere wijze verdienstelijk hadden gemaakt om de bouw mogelijk te maken.
Tegen het einde van de 16e eeuw werd het balkenplafond aangebracht. In dezelfde periode werd ook het orgel geïnstalleerd, dat een ouder orgel verving. Het barokke interieur is 17e- en 18e-eeuws. Omdat er ook werd gehandeld in de kerk, bevindt zich aan de deur van het noordelijk koor een ijzeren el voor het controleren van de maten.
De toren, waarvan de dikte van de muren 1,12 meter bedraagt, werd rond 1520 opnieuw opgemetseld. Het fundament van de toren werd in de jaren 1989-1990 vernieuwd. In de toren bevinden zich nog een viertal schietgaten, die er op wijzen dat het gebouw oorspronkelijk een weerkerk was. In de toren bevonden zich twee cellen om misdadigers vast te zetten. De totale hoogte van de toren inclusief de weerhaan bedraagt 45 meter.

## Inrichting

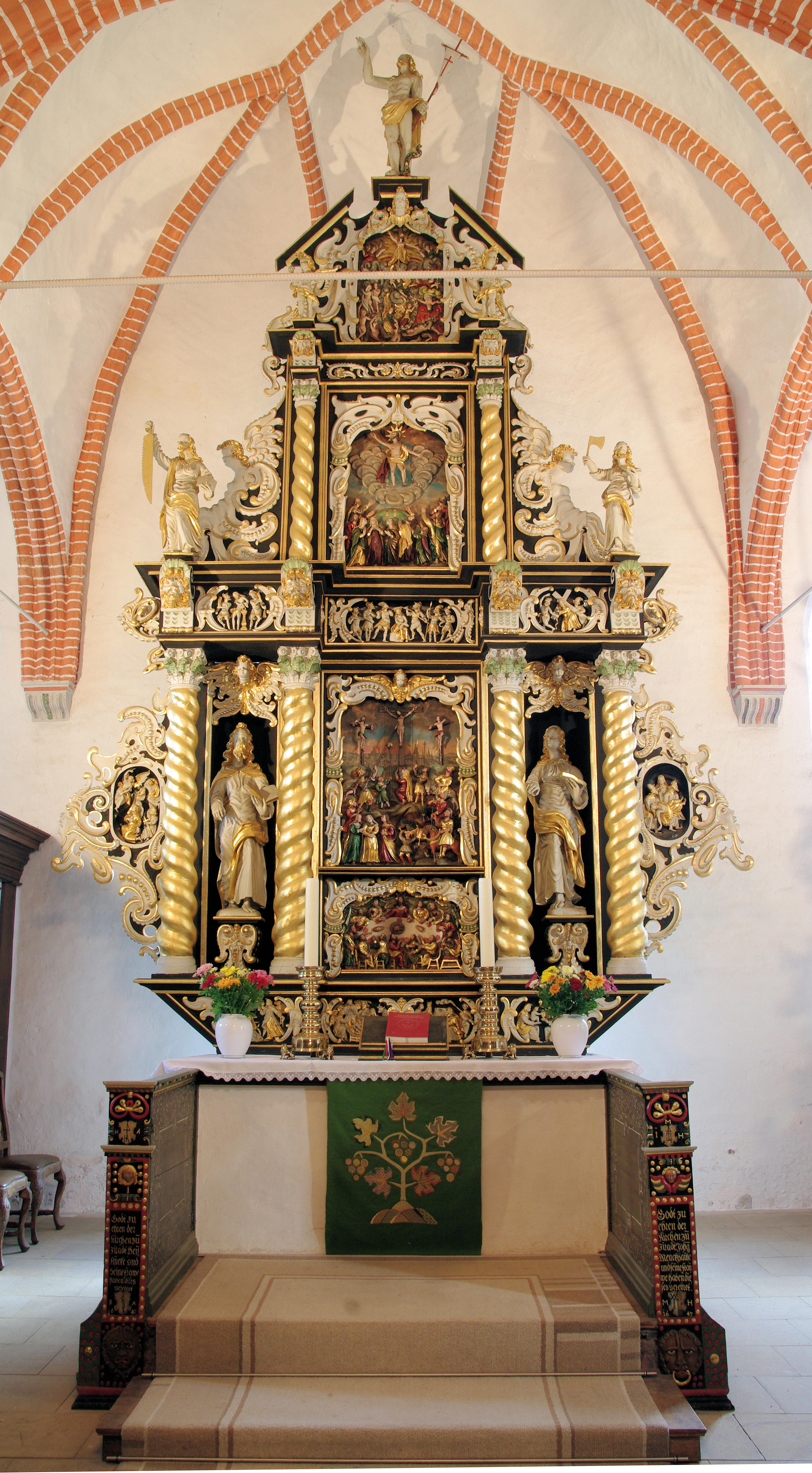
Altaar

Het kerkschip heeft een prachtig beschilderd plafond. Het koor heeft een kruisribgewelf.
- Het barokke hoofdaltaar verving in 1655 een ouder altaar. Het altaar beeldt de levensgeschiedenis van Christus uit. De onderste delen betreffen de Annunciatie, de geboorte van Christus, de besnijdenis en de Epifanie. Het centrale deel is in tweeën gesplitst, waarvan het onderste deel een voorstelling van het Laatste Avondmaal betreft en het bovenste deel een reliëf van de kruisiging. Het reliëf wordt geflankeerd door grote beelden van Sint-Jacobus (links) en Sint Johannes (rechts). Naar boven toe is vervolgens een reliëf met de Hemelvaart van Christus te zien met aan de linker zijde een beeld van de apostel Simon en de rechter zijde een beeld van de apostel Matthias. Daarboven bevindt zich een reliëf van het Jongste Gericht. Het altaar wordt bekroond met een beeld van de herrezen Christus.

- Het zogenaamde Lüderskooper altaar (circa 1430) toont voorstellingen uit het leven van de Heilige Maagd. Oorspronkelijk stond het altaar opgesteld in de kapel van Lüderskoop, een dorp dat na een pestuitbraak werd opgeheven. Vermoedelijk kwam het altaar rond 1600 in de Sint-Jacobuskerk terecht en werd er als hoofdaltaar gebruikt, totdat het werd vervangen door het huidige hoofdaltaar.

- De zeer bewerkte en de even bonte kansel staat precies op de grens tussen het kerkschip en het koor. De kansel dateert uit het begin van de 17e eeuw. Een beeld van Mozes met de stenen tafelen in zijn hand gaat gebukt onder de last van het grote preekgestoelte. Het klankbord draagt de beelden van de twaalf apostelen en vier allegorische figuren van de kardinale deugden. Het smeedijzeren hek is van 1720.

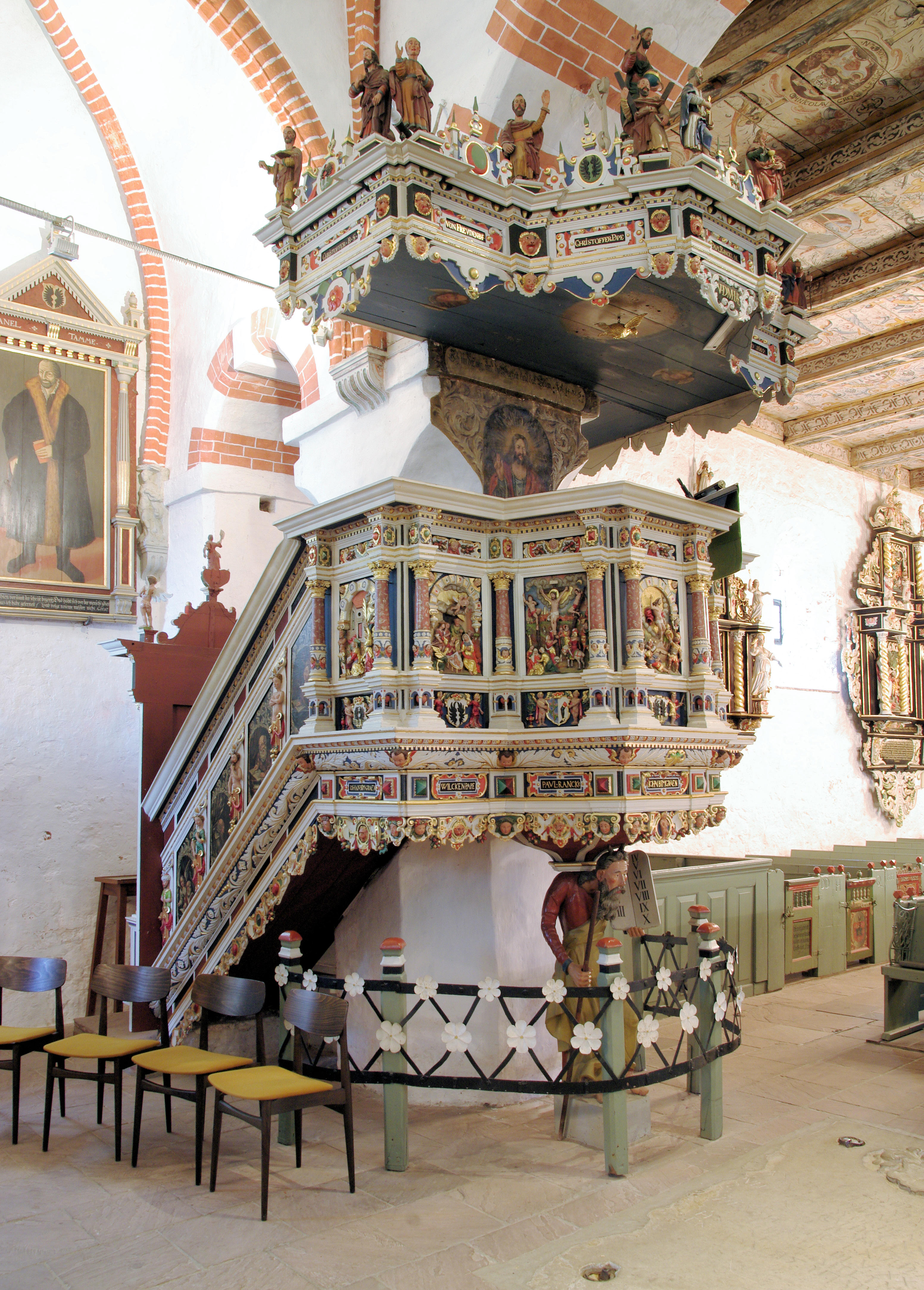
Kansel vanuit het altaar
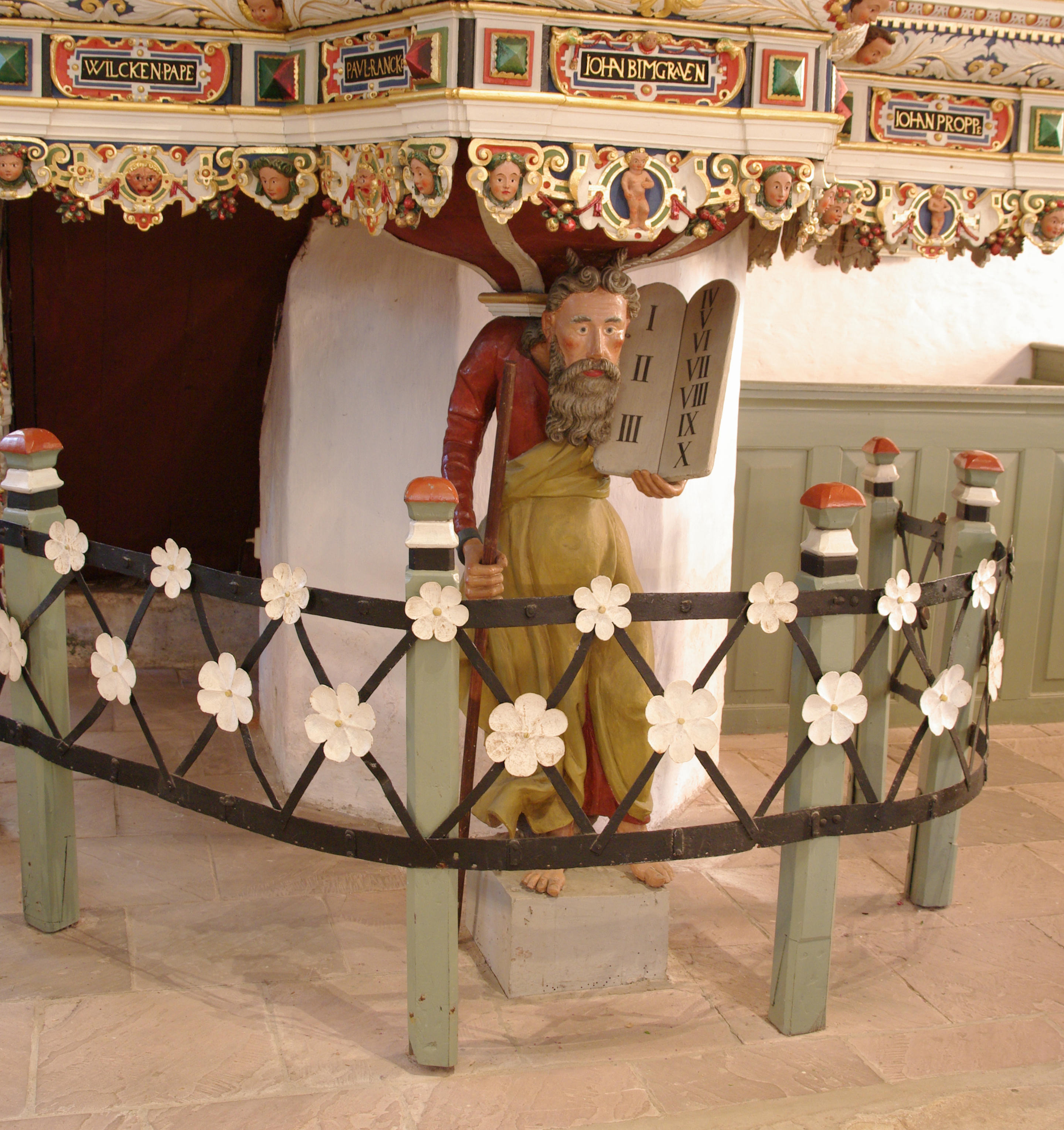
Mozes
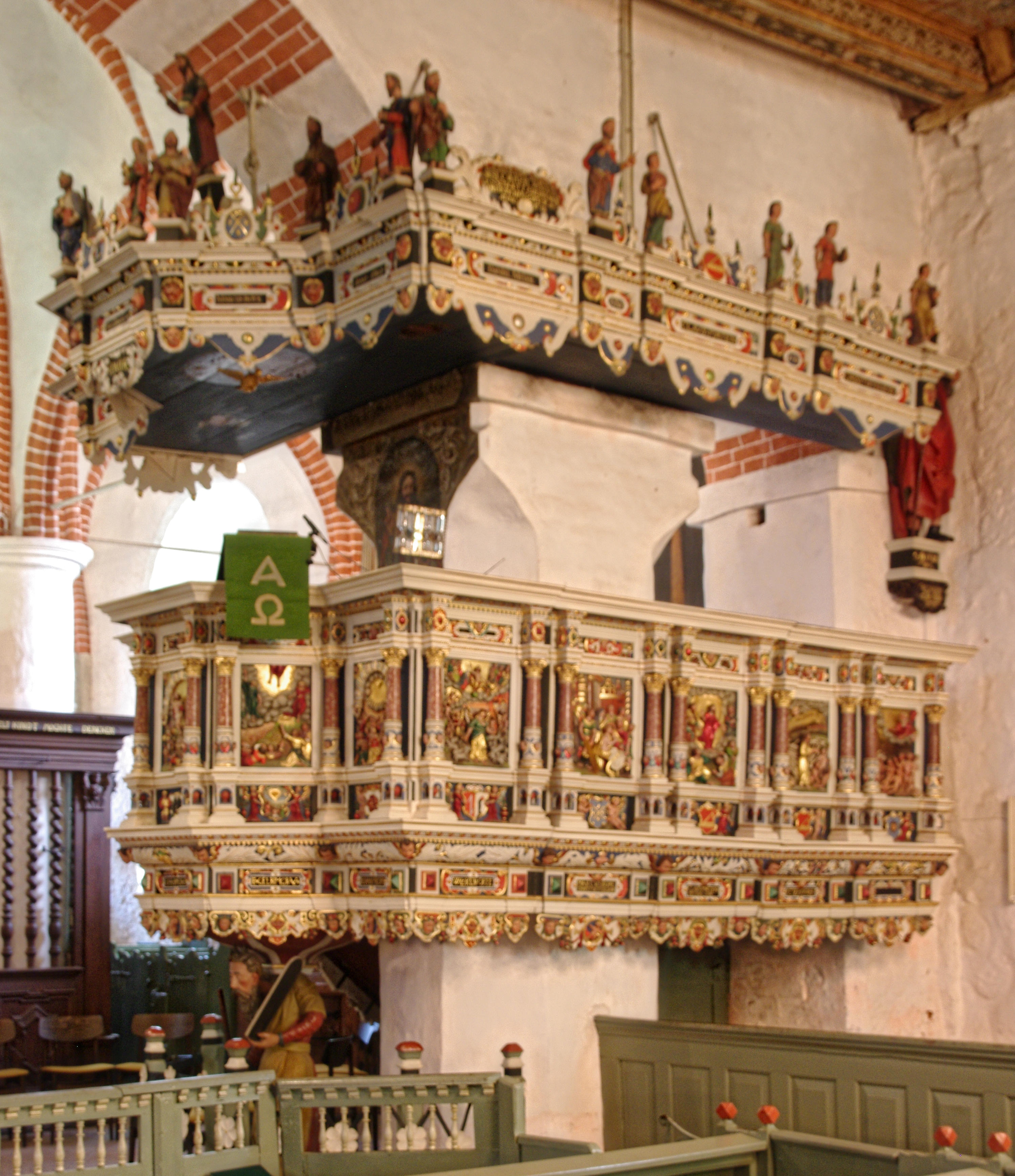
De kansel vanuit het kerkschip

- Het orgel maakt deel uit van de westelijke galerij. De balustrade van de galerij wordt onderbroken door het orgel, dat van alle renaissance-orgels het grootste aantal registers van Duitsland heeft. Het orgel werd gebouwd in 1598-1599 door Antonius Wilde. In de jaren 1682-1683 werd het instrument vergroot. Voor het laatst werd het orgel in de jaren 1981-1982 volledig gerestaureerd en in 1999 kreeg het orgel ook de oorspronkelijke middentoonstemming terug.

- In het koor staat een eikenhouten piëta uit de 15e eeuw opgesteld. Het hoofd ontbreekt echter, evenals het rechterbeen en de linkerarm van Christus.

- Het balkenplafond werd tegen het einde van de 16e eeuw aangebracht en is in 16 velden ingedeeld. De westelijke velden worden door de grootte van het orgel doorbroken. Het volledige plafond is beschilderd. In ronde medaillons zijn Christus, de profeten, Oudtestamentische koningen en wapens van boeren geschilderd. Bloemen, vogels, vruchten en grotesken vullen voornamelijk de tussenliggende ruimten.

- De zuidelijke muur van de kerk is met drie kleurrijke 17e-eeuwse epitafen versierd. Een vierde epitaaf uit 1724 bevindt zich aan de noordelijke muur.

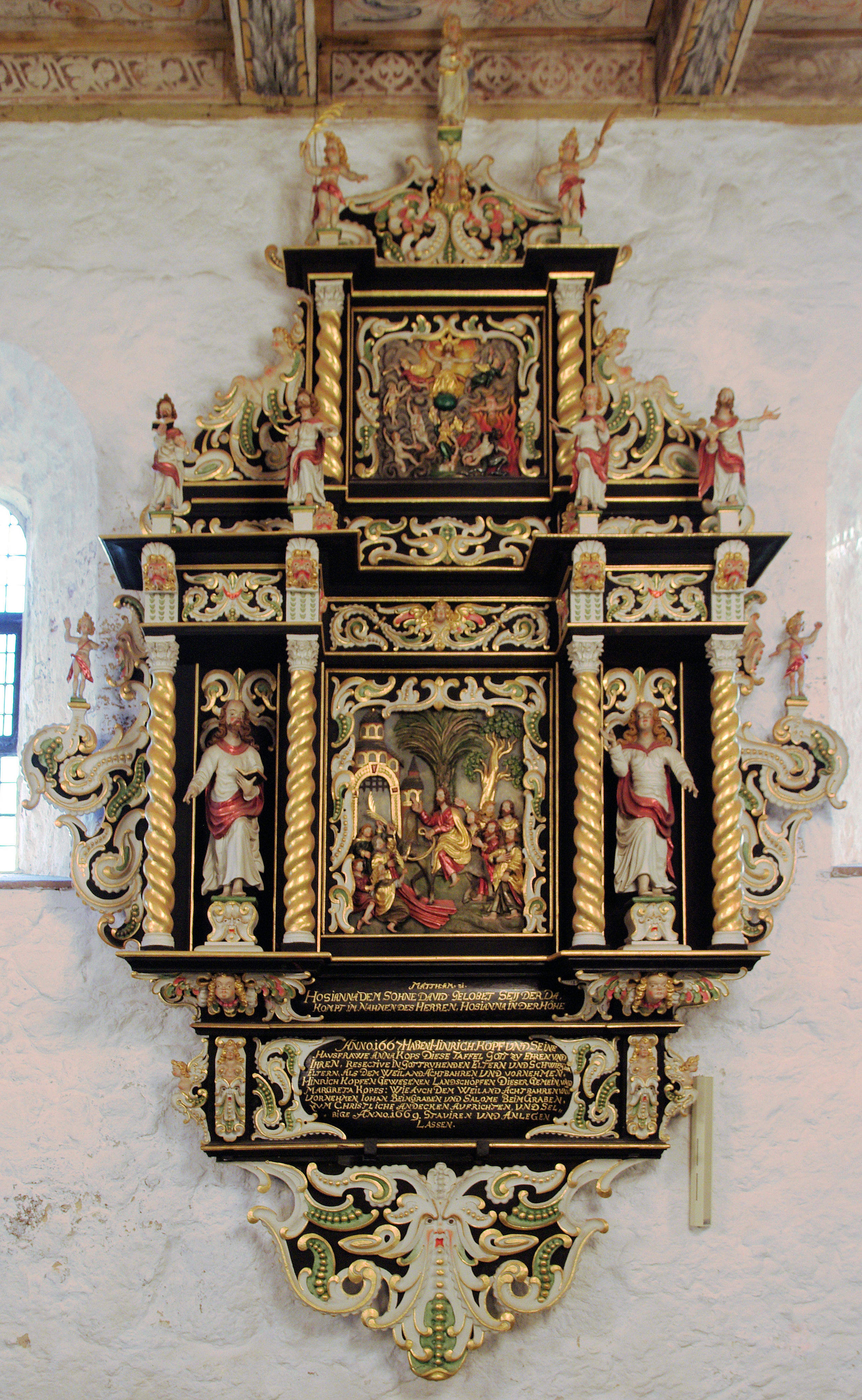
Epitaaf Intocht in Jeruzalem
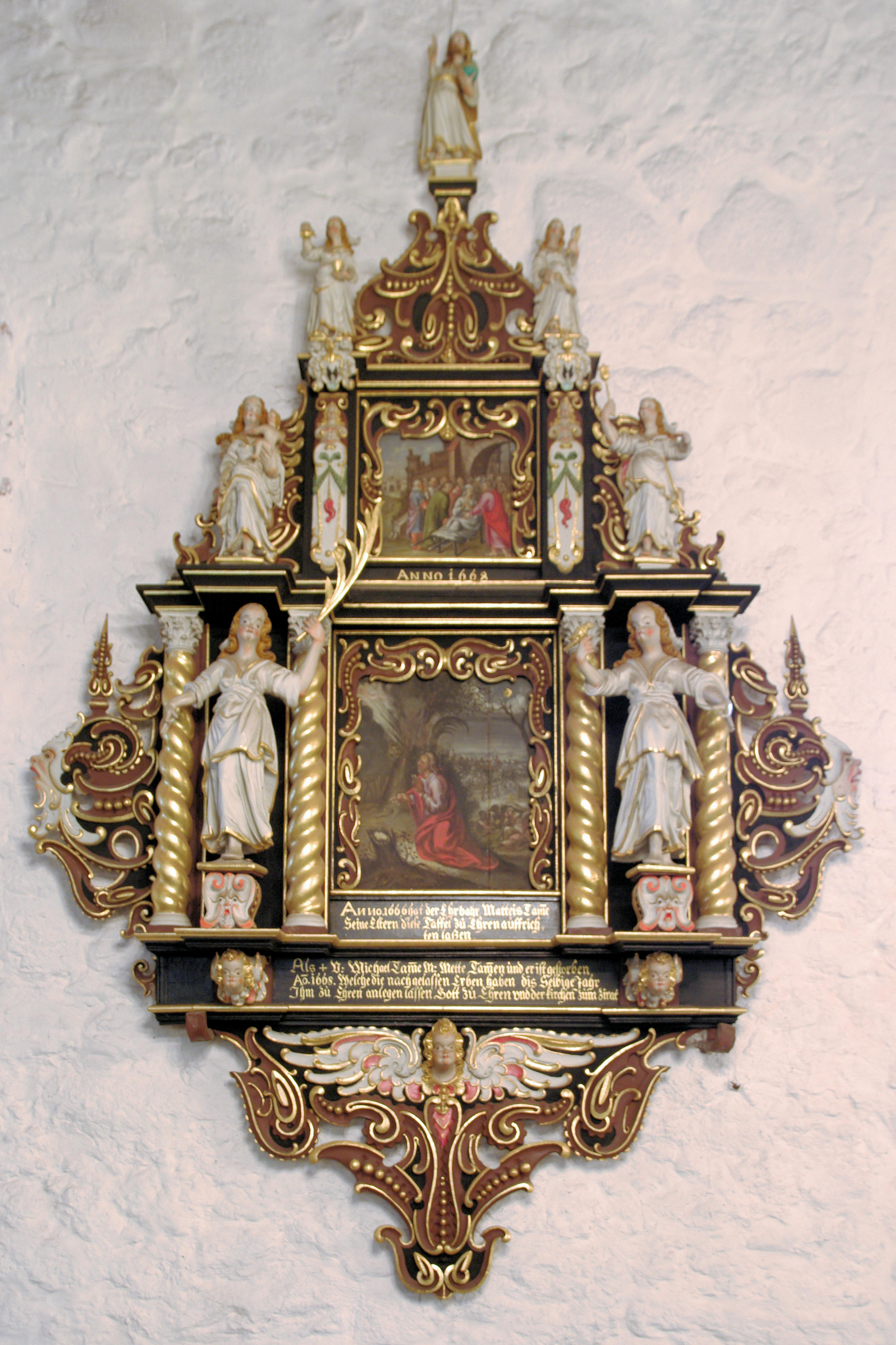
Epitaaf Gethsemane

- Voor de westelijke galerij hangt een grote houten engel uit 1660-1670 met een vleugelspanwijdte van twee meter.

- De doopketel dateert uit het begin van de 14e eeuw. De ketel bevindt zich op een plaats waar vuur aangemaakt kon worden ter opwarming van het doopwater. Vier gestileerde figuren dragen de ketel, terwijl de ketel zelf is voorzien van reliëfs. De deksel is van 1668 en werd rijk bewerkt met grotesken en engelkopjes.

- Andere bezienswaardigheden zijn twee 16e-eeuwse schilderijen van Luther en Melanchthon. In het koor bevindt zich een lezenaar van houtsnijwerk van ongeveer 1,70 meter hoog uit het jaar 1776, waarvan de gotische bronzen adelaar zelfs 14e-eeuws is. Vermeldenswaard zijn ook de verschillende herenbanken, een biechthok, het koorhek, een 16e-eeuws triomfkruis en een 1,32 meter hoge kandelaar uit de 14e eeuw[1].

## Afbeeldingen

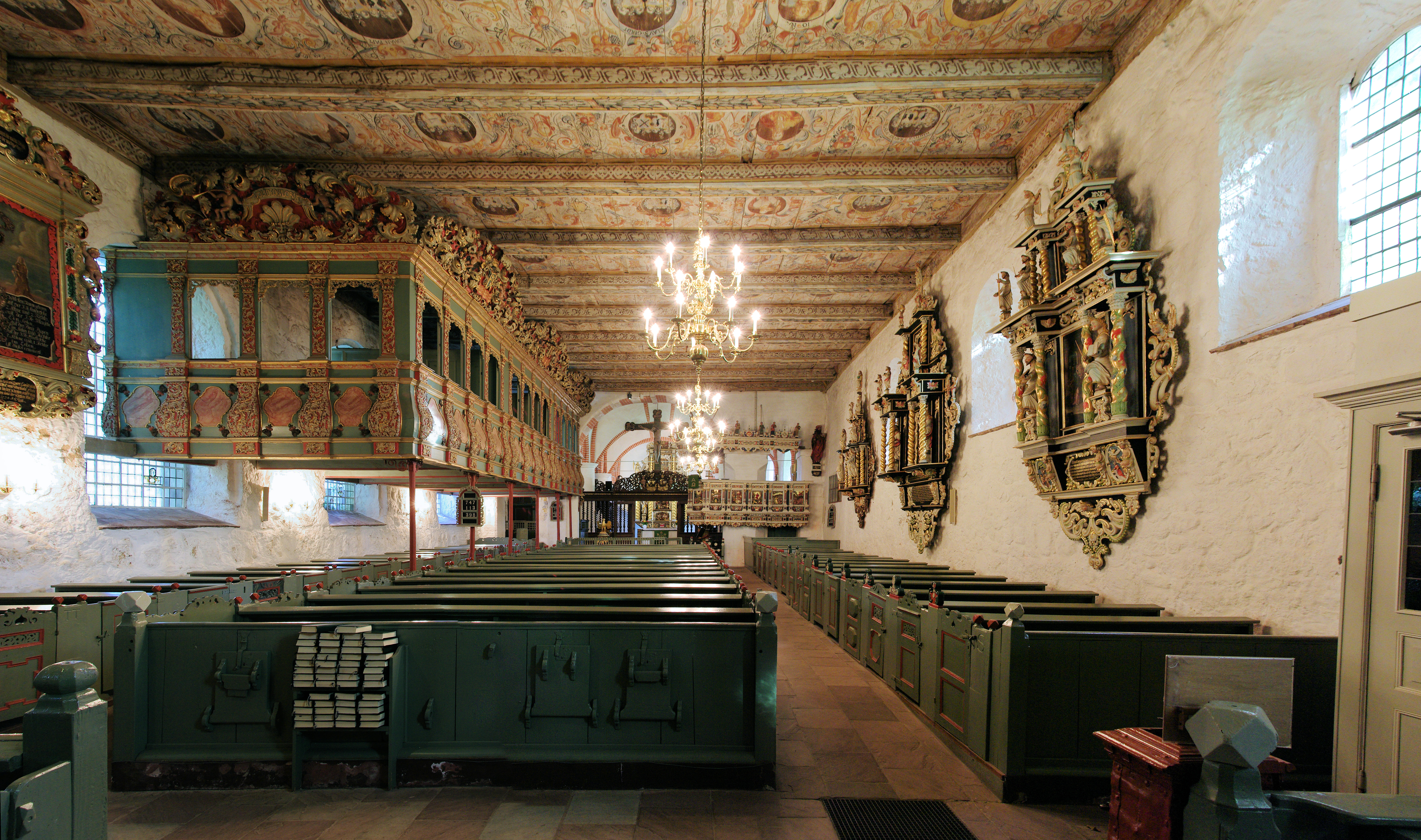
Interieur
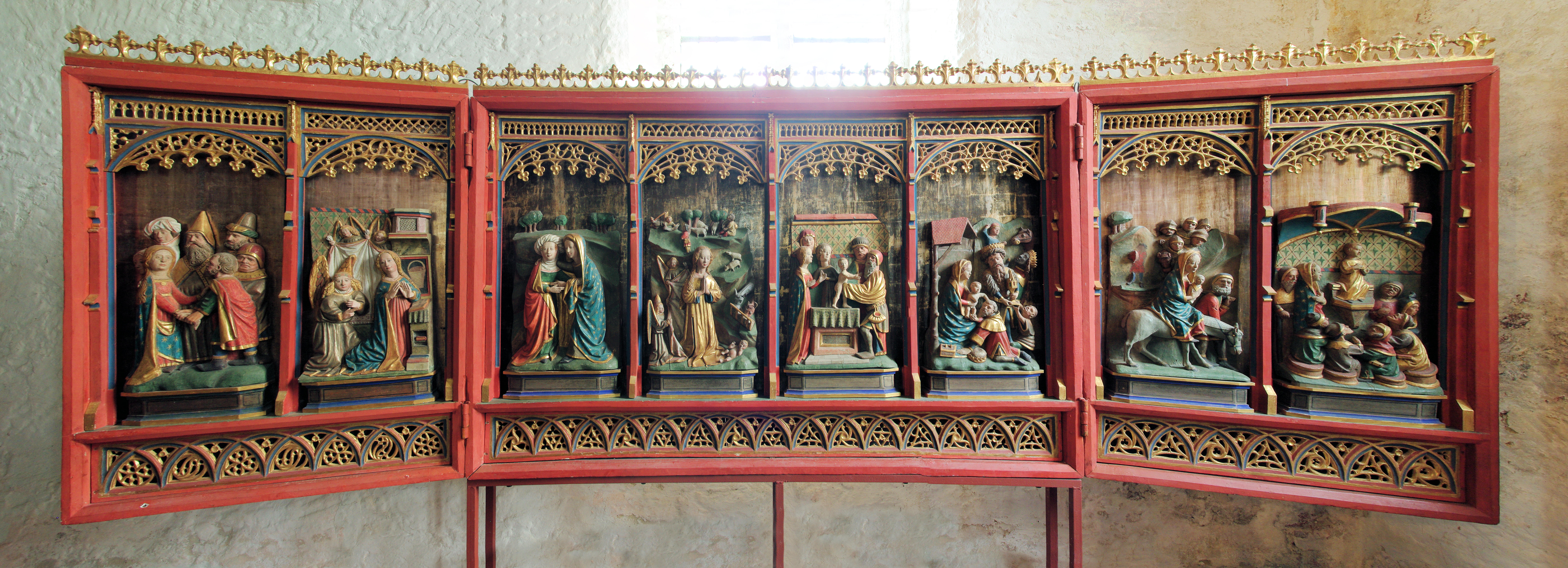
Lüderskoper altaar
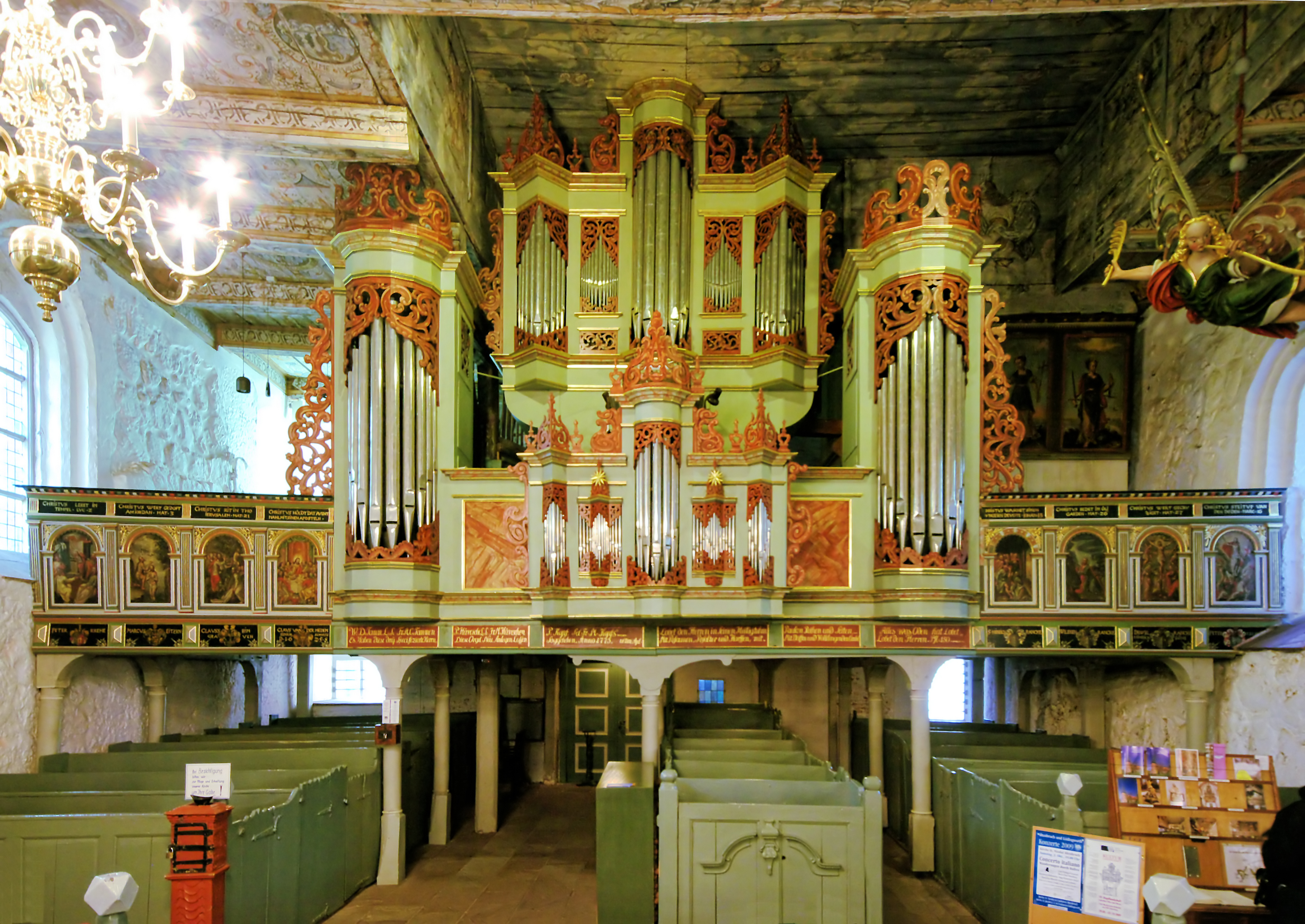
Orgel
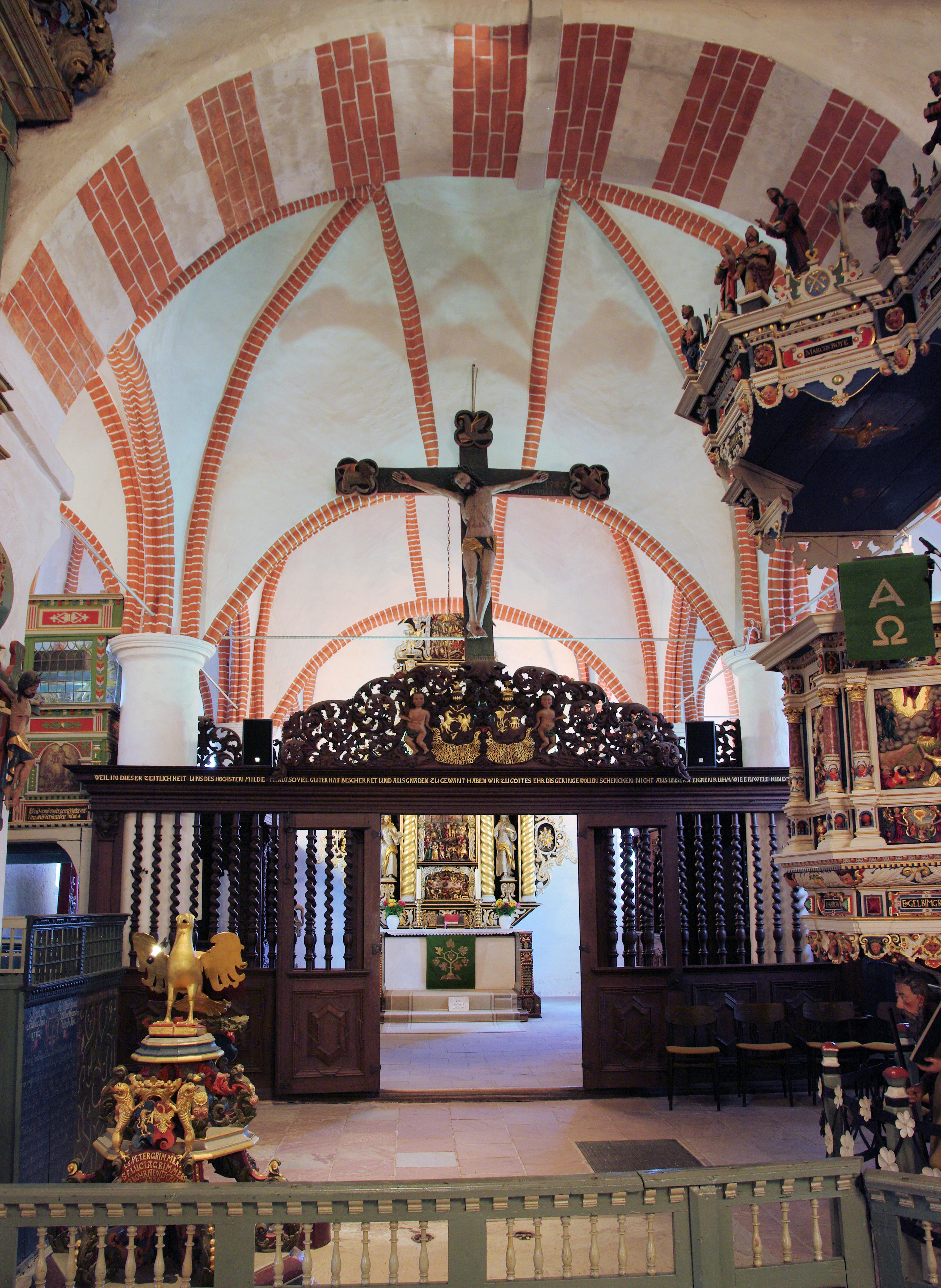
Koor
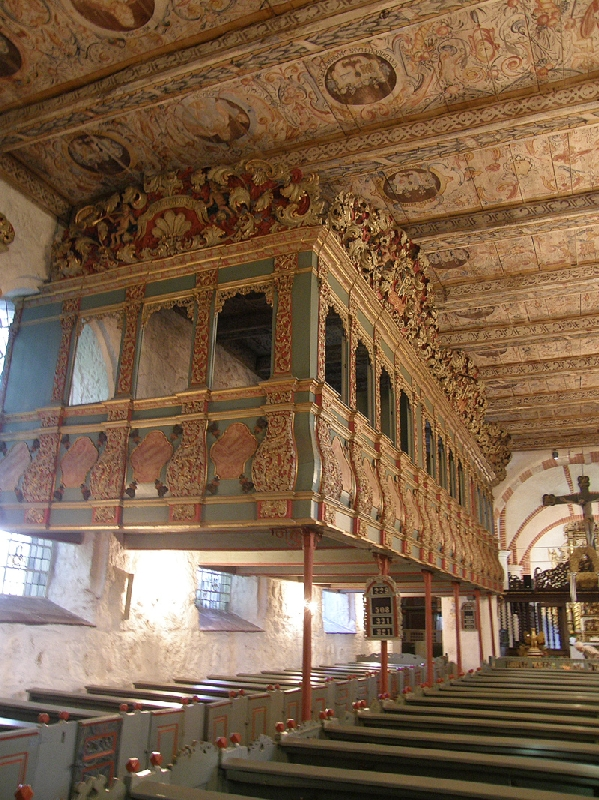
Galerij
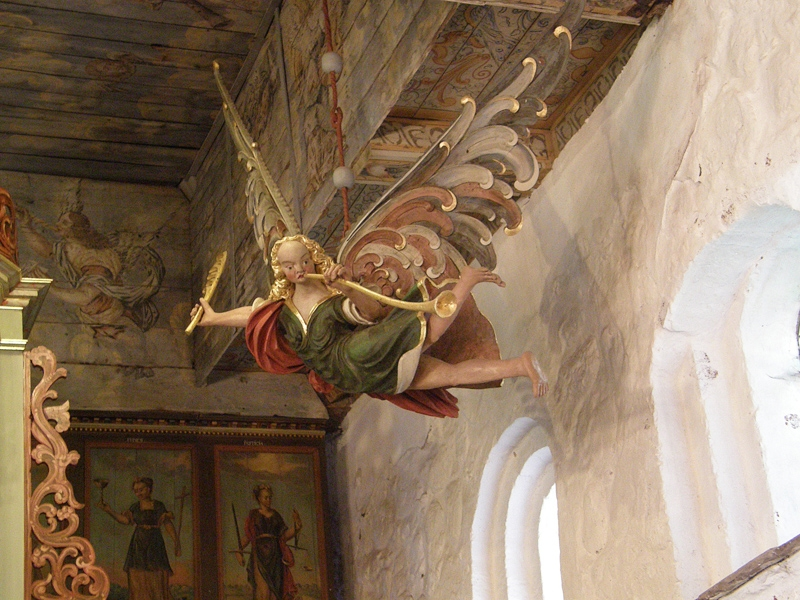
Engel
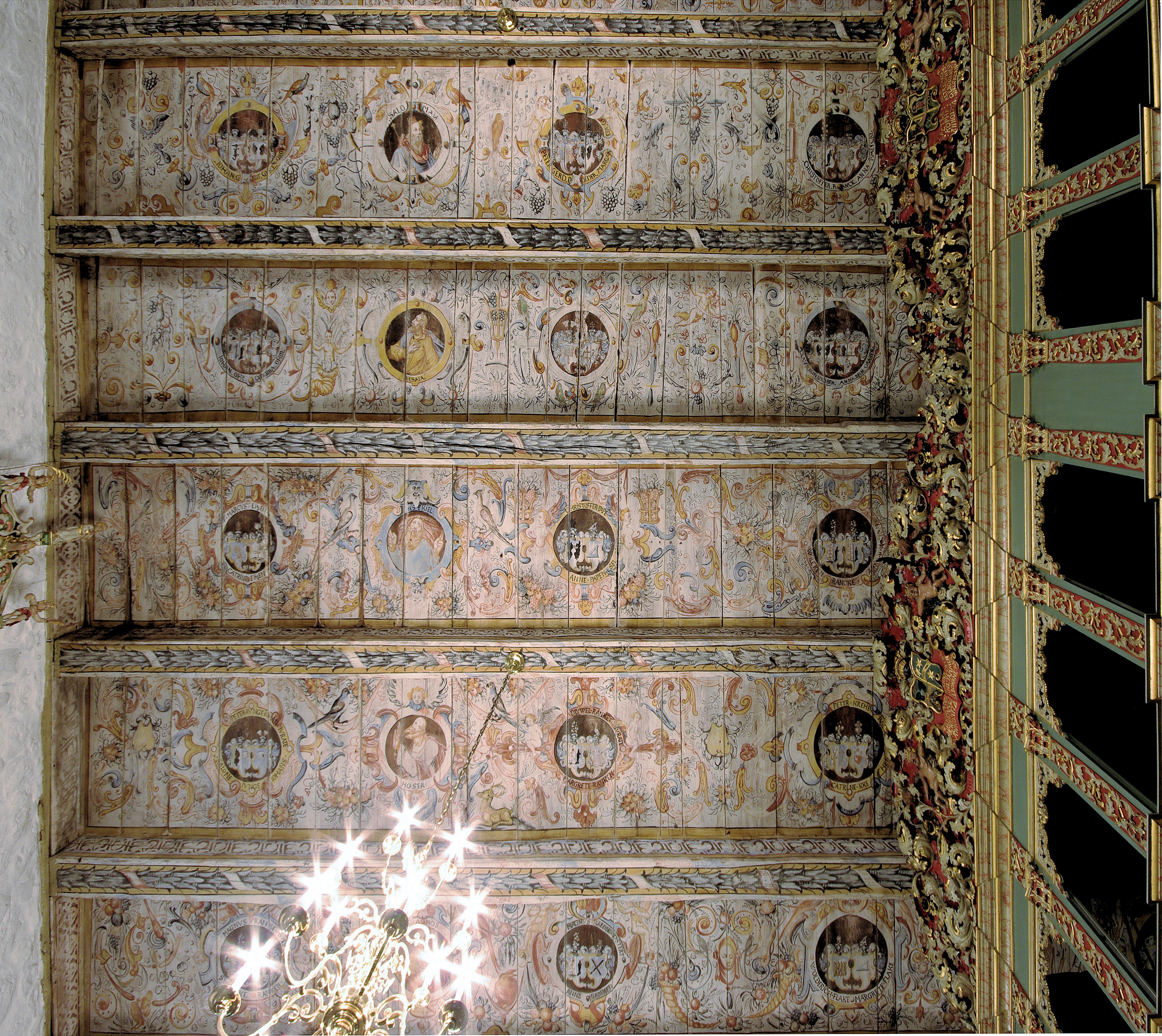
Het beschilderde plafond
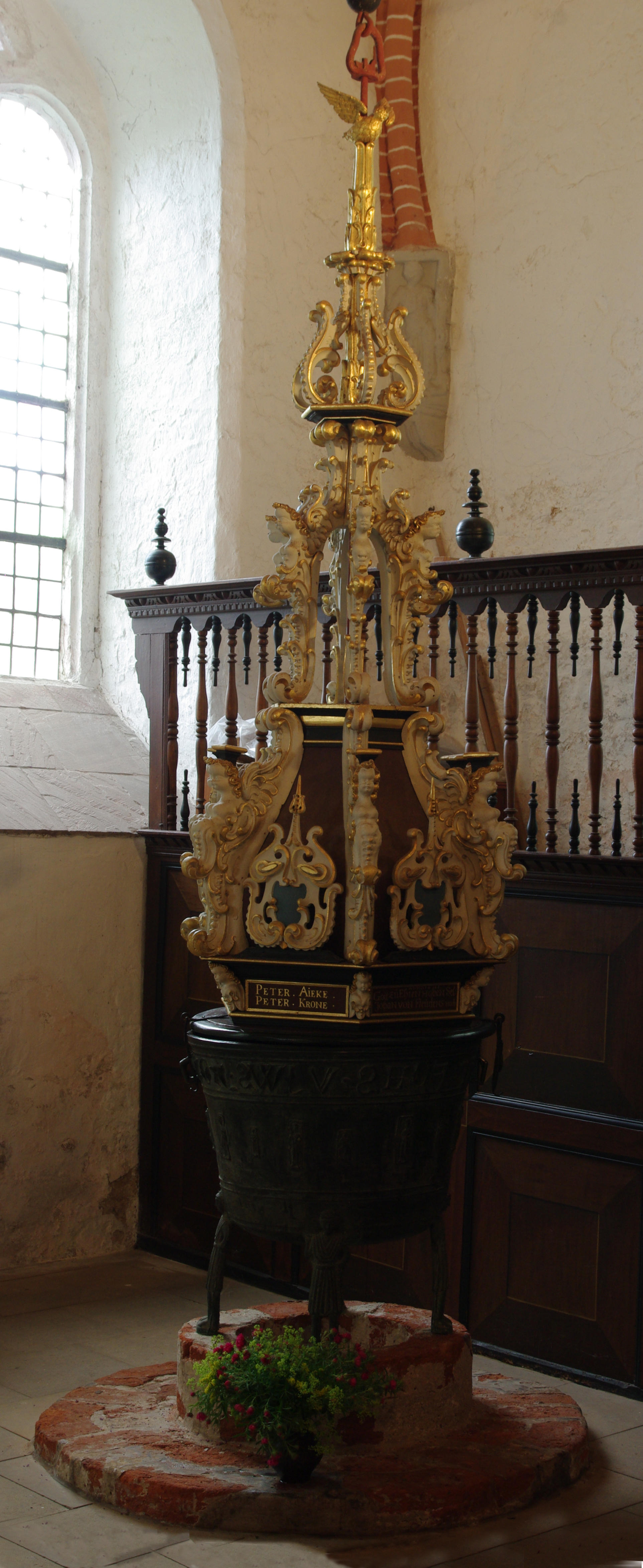
Doopketel